# Ravnanje z odpadki
Ravnanje z odpadki zajema zbiranje, prevažanje, predelavo in odstranjevanje odpadkov, vključno s kontrolo tega ravnanja. V Slovenji izdaja upravne akte na področju ravnanja z odpadki ter vodi evidence predelovalcev odpadkov in odstranjevalcev odpadkov Agencija Republike Slovenije za okolje. 

## Zbiranje in transport
Zbiranje in transport odpadkov sta opredeljena kot zbiranje odpadkov, ki ga izvajajo javne komunalne službe ali pooblaščenci za zbiranje. Zajema: 
- transport odpadkov na kraj ravnanja z odpadki ali njihovega odlaganja
- ločeno zbiranje zaradi lažjega recikliranja
- transporta nevarnih odpadkov
- čiščenje ulic in javnih površin

## Ravnanje z nevarnimi odpadki in njihovo odlaganje
Ravnanje z nevarnimi odpadki vsebuje postopke fizikalne in kemijske obdelave, toplotne, biološke obdelave ali katerekoli druge ustrezne metode ravnanja z nevarnimi odpadki, vključeno je tudi odlaganje nevarnih odpadkov (odlagališča nevarnih odpadkov, shranjevanje v zabojnike, podzemno trajno odlaganje oziroma katerokoli drugo metodo odlaganja).

## Predpisi, ki urejajo področje ravnanja z odpadki v Sloveniji
Pravno ogrodje sistema ravnanja z odpadki v Republiki Sloveniji tvorita Zakon o varstvu okolja in Zakon o gospodarskih javnih službah. Na osnovi Zakona o varstvu okolja so bili izdani še nekateri predpisi, ki urejajo posamezna področja ravnanja z odpadki (odpadki iz zdravstvene dejavnosti, uredba o emisiji snovi v zrak iz sežigalnic odpadkov, itd.). Iz obdobja pred osamosvojitvijo Slovenije in sprejetjem zakona o varstvu okolja je še vedno veljavnih in v uporabi nekaj predpisov, ki obravnavajo posamezne vrste odpadkov (odpadki usnjarske in usnjarsko predelovalne industrije, odpadna olja, itd.) in Pravilnik o ravnanju s posebnimi odpadki, ki vsebujejo nevarne snovi, ki pokriva zelo široko področje ravnanja z različnimi vrstami odpadkov. 
Slovenija je v letu 1993 sprejela zakon, s katerim je ratificirala Baselsko konvencijo o nadzoru prehoda nevarnih odpadkov preko meja in njihovega odstranjevanja. 
Slovenija je tudi podpisnica Montrealskega sporazuma o zmanjševanju in prenehanju uporabe ozonu nevarnih snovi, ki je bil podpisan leta 1987.

## Načini odstranjevanja odpadkov
Odpadke lahko odložimo, znebiti pa se jih ne moremo. Če izhajamo iz tega dejstva, poznamo le dva načina odstranjevanja odpadkov. To sta odlaganje in sežig odpadkov.

## Zasip odpadkov
Velike količine odpadkov so že v preteklosti povzročale hude probleme stanovalcem, saj so bile vir vseh bolezni in epidemij. Najboljša rešitev so našli v tem ,da so odpadke enostavno pričeli zasipavati. Problemi so se pojavili, ko so ljudje pričeli poleg naravnih materialov uporabljati tudi umetne mase ali snovi, katerim na kakršen koli fizikalni ali kemijski način spremenimo njihovo osnovno obliko. Ti predmeti v času njihove rabe dobro služijo svojemu namenu.
Problem se pojavi, ko te stvari postanejo neuporabne in jih ljudje zavržemo, deponiramo. Zaradi spremenjene kemijske, fizikalne sestave so te snovi zelo obstojne in bodo mogoče razpadle šele čez nekaj stoletij ali tisočletij.

## Sežig odpadkov
Sežig komunalnih odpadkov je trenutno poleg odlaganja odpadkov ena najbolj razširjenih rešitev. S sežigom se količina odpadkov, potrebnih za odlaganje, zmanjša tudi za 90 volumskih %, pridobi pa se energija. V kolikor je sežigna vrednost odpadkov manj kot 3.300 kJ na kg, sežig ni primeren. Kilogram mešanih komunalnih odpadkov ima kurilno vrednost od 4.500 do 8.200 kJ, kar je skoraj toliko kot slabše vrste rjavi premog (okoli 8.500 kJ/kg). Obenem pa pri sežigu nastanejo novi odpadki - ogljikov dioksid in drugi plini, elektrofiltrski pepel, blato in onesnažena voda iz izpiralne naprave ter pepel - žlindra iz kurišča. Na tono komunalnih odpadkov nastane pri sežigu okoli 300 kg pepela - žlindre in 5.000 m3 dimnih plinov. Iz žlindre se izloči železo, del žlindre je mogoče porabiti pri gradnji cest, večino pa je treba varno odložiti, saj se uvršča žlindra med posebne odpadke.
Sežiga se lahko nesortirane odpadke ali pa preostanek komunalnih odpadkov, iz katerih so prej izločene negorljive snovi in organski odpadki, ki se uporabijo za kompostiranje. 
Ločevanje papirja, lesa in plastike iz komunalnih odpadkov bistveno zmanjša kurilno vrednost odpadkov in poveča potrebo po primarnih gorivih za sežig. Zato se je potrebno pri sprejetju koncepta za ravnanje z odpadki odločiti za celovit pristop v določeni regiji in uskladiti gospodarjenje z odpadki.
Po deležu odpadkov, ki se sežigajo, je Slovenija po podatkih CEWEP med zadnjimi v Evropi (1 Arhivirano 2013-05-09 na Wayback Machine.). V letu 2009 je bilo Sloveniji sežganih 1 odstotek odpadkov, na Švedskem z najvišjim deležem v Evropi pa 49 odstotkov. Države EU letno v energijo predelajo 69 milijonov ton odpadkov, s čimer se proizvede toliko električne energije, da zadošča za 27 milijonov ljudi (2 Arhivirano 2014-04-03 na Wayback Machine.; podatki za leto 2008). V Sloveniji se izvaja sežig odpadkov le v celjski toplarni in v cementarni Salonit Anhovo, kapacitete za sosežig ima tudi cementarna Lafarge Cement, vendar je sosežig trenutno ustavljen zaradi neusklajene zakonodaje in posledično zapletov z izdajo dovoljenj (2).
Odpadki se sežigajo v sežigalnicah ali v industrijskih obratih, kjer nadomeščajo del goriva, predvsem v cementarnah. (http://www.wtert.eu/default.asp?Menue=12&ShowDok=16). Sosežig odpadkov v cementarnah je z okoljskega vidika ustreznejši od sežigalnic http://www.coprocessing.info/en/waste-treatment/index.htm#7 Arhivirano 2014-08-19 na Wayback Machine..  Odločilni faktorji, ki spodbujajo uporabo cementnih peči za izkoriščanje odpadkov so: visoke temperature zgorevanja, velika površina in dolžina ter alkalno okolje znotraj peči. Vse to omogoča odlično zgorevanje odpadkov. Poleg tega se zaradi samega procesa pridelave cementa volumen odpadkov s sosežigom zmanjša za 100 odstotkov, saj se preostanek odpadkov vgradi v cementni klinker.
http://www.mendeley.com/research/alternative-fuels-cement-industry-20/